# Niels Juel Arge

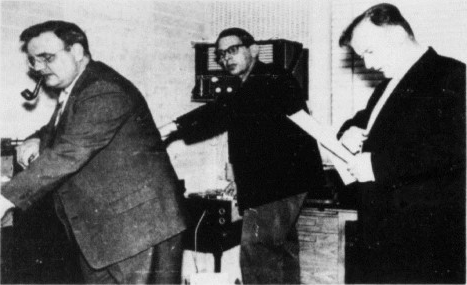
Niels Juel Arge, ganz links, war einer der drei Mitarbeiter des Útvarp Føroya in den ersten Jahren zwischen 1957 und 1960. Rechts von ihm stehen Elias Johansen und der damalige Rundfunkdirektor Axel Tórgarð.

Niels Juel Faber Arge (geboren am 20. August 1920 in Tórshavn; gestorben am 5. März 1995) war ein färöischer Rundfunkdirektor, Schriftsteller und Politiker des Framburðsfelagið, einer dem Fólkaflokkurin nahestehenden politischen Vereinigung, die später im Framburðsflokkurin aufging.

## Leben
Niels Juel Arge besuchte fünf Jahre die Mittel- und Realschule in Tórshavn (Føroya Millum- og Realskúli). Zu den Lehrern, die ihn dort unterrichteten und stark beeinflussten, gehörten auch die beiden Dichter und Schriftsteller Hans Andrias Djurhuus und Rikard Long. Anschließend besuchte er das Gymnasium in Tórshavn und schloss die Schule im Jahr 1940 ab (studentsprógv). Er gehörte zu den ersten, die an dem drei Jahre zuvor gegründeten Føroya studentaskúli ihren Abschluss machten. Danach ging er zunächst kriegsbedingt wechselnden Beschäftigungen nach. So half er auch zeitweise im Busunternehmen seines Vaters aus und arbeitete wegen des kriegsbedingten Lehrermangels einige Zeit als Hilfslehrer in Mykines. Die abgeschiedene Insel mit ihrer Erzählkultur hinterließ einen nachhaltigen Eindruck auf ihn. Nach dem Krieg saß er dann von 1949 bis 1952 im Gemeinderat von Tórshavn und war von 1949 bis 1951 stellvertretender Bürgermeister der färöischen Hauptstadt.
1957 erhielt er dann jedoch eine dauerhafte Stelle im neu geschaffenen Útvarp Føroya und war von 1960 bis 1990 dessen langjähriger Direktor.
Als Verfasser schrieb er zahlreiche Rundfunkhörspiele und verfasste im Jahr 1977 sein erstes Buch mit dem Titel Argjamenn. Es ist eine Geschichte des Ortes Argir, aus dem sein Vater stammte. Er schrieb die Ortsgeschichte anlässlich des 150. Jahrestages der Neubesiedelung im Jahr 1978. Ein Vorfahre von Niels Juel Arge hatte 1828 den Ort gekauft. Bis Mitte des 18. Jahrhunderts war Argir Wohnort für Aussätzige gewesen. 
Weitere Werke sollten folgen, wobei geschichtliche Themen seine Hauptleidenschaft blieben. Insgesamt 18 Bücher schrieb Niels Juel Arge in den übrigen 18 Jahren bis zu seinem Tod. Im Jahre 1985 erhielt er den färöischen Literaturpreis. Im Jahr zuvor wurde er von der dänischen Königin mit einem Ritterkreuz ausgezeichnet und damit zum Ritter des Dannebrogordens ernannt.

### Familie
Niels Juel Arge war der Sohn vom Busunternehmer Óli Arge, gebürtig aus Argir, und dessen Ehefrau Malla, geb. Johannesen, aus Vestmanna. Ende November 1945 hatte Niels Juel seine Ehefrau Petra, geborene Gregersen, aus Syðrugøta geheiratet. Das Ehepaar lebte mit seinen fünf Kindern in Tórshavn. Zu diesen Kindern zählen der Journalist Jógvan Arge und der Politiker Magni Arge.

## Werke (Auswahl)
- 1978: Argjamenn – ein ættarsøga
- 1980: Merkið, flaggsøgan
- 1982: Drekin, minningarrit Havnar Róðrarfelags
- 1982: Rockall – søgan um Rokkin
- 1985–90: Stríðsárini 1940-45 (Buchreihe in 6 Bänden)
- 1991–95: Teir sigldu úti (Buchreihe in 5 Bänden)